# エバーグレーズ国立公園
エバーグレーズ国立公園（エバーグレーズこくりつこうえん、Everglades National Park）は、アメリカ合衆国フロリダ州にある国立公園である。エバーグレーズの南部（タミアミ街道の南すべて）を保護しているが、元の湿原地帯のわずか20%に相当するのみである。
公園の面積は2,357平方マイル（6,105平方キロメートル）で、世界遺産となっている（世界遺産ID76）。
主要部にアクセスする唯一のハイウェイはフロリダ州道9336号線と公園内へ続く延長道路で、
フロリダ市からフラミンゴの海岸まで38マイル（61キロメートル）を走っている。
ビジターセンターとその他の小規模な公園施設を除き、公園内は開発が行われていない。この1,296,500エーカー（5,246平方キロメートル）の地域はマージョリー・ストーンマン・ダグラス（Marjory Stoneman Douglas）自然保護区に指定されている。
この地域は1934年5月30日米国の国立公園として認定されたが、1947年12月6日まで予算が足りず完全には設立されなかった。
公園は1976年10月26日に近隣のジェファーソン砦、ロッガーヘッド・キー島、ロングキー島などを含むドライ・トートゥガス国立公園と共に国際生物圏保護区に指定された。
1978年11月10日、公園のほとんどが自然保護区に指定された。
自然保護区域は、2003年に、1,296,505エーカー（5,247平方キロメートル）。すなわち公園の約86%をカバーするように指定された。
1979年10月24日にはユネスコの世界遺産に、1987年6月4日にはラムサール条約登録地としてリストアップされた。
公園内には多くの駐車場とトレイルがあり、その中で最も有名なトレイルはアンヒンガ・トレイル」（Anhinga Trail）である。
このトレイルで水鳥に接近することができる。
後者の鳥はしばしば木道の手すりに止まる。
公園には1年中に蚊がおり、夏は虫除けがあっても大きな問題となる。
2005年11月, ハリケーン・ウィルマは、フロリダの先端を横切り、公園を破壊した。
公園内のフラミンゴ地域は大きな損害を受けた。
ビジターセンター、ロッジ、レストラン、マリーナ・ストアは閉鎖され、自然保護官が付き添わない旅行者はその地域に入れない。
2006年3月14日現在、マリーナ・ストア、ビジター・センターとボート・ランプが開いている。
ロッジ、フラミンゴ・レストラン、ボタンウッド・カフェはまだ閉鎖されたままである。最新情報はエバーグレーズ国立公園の公式サイトで見つけることができる。

## 地理

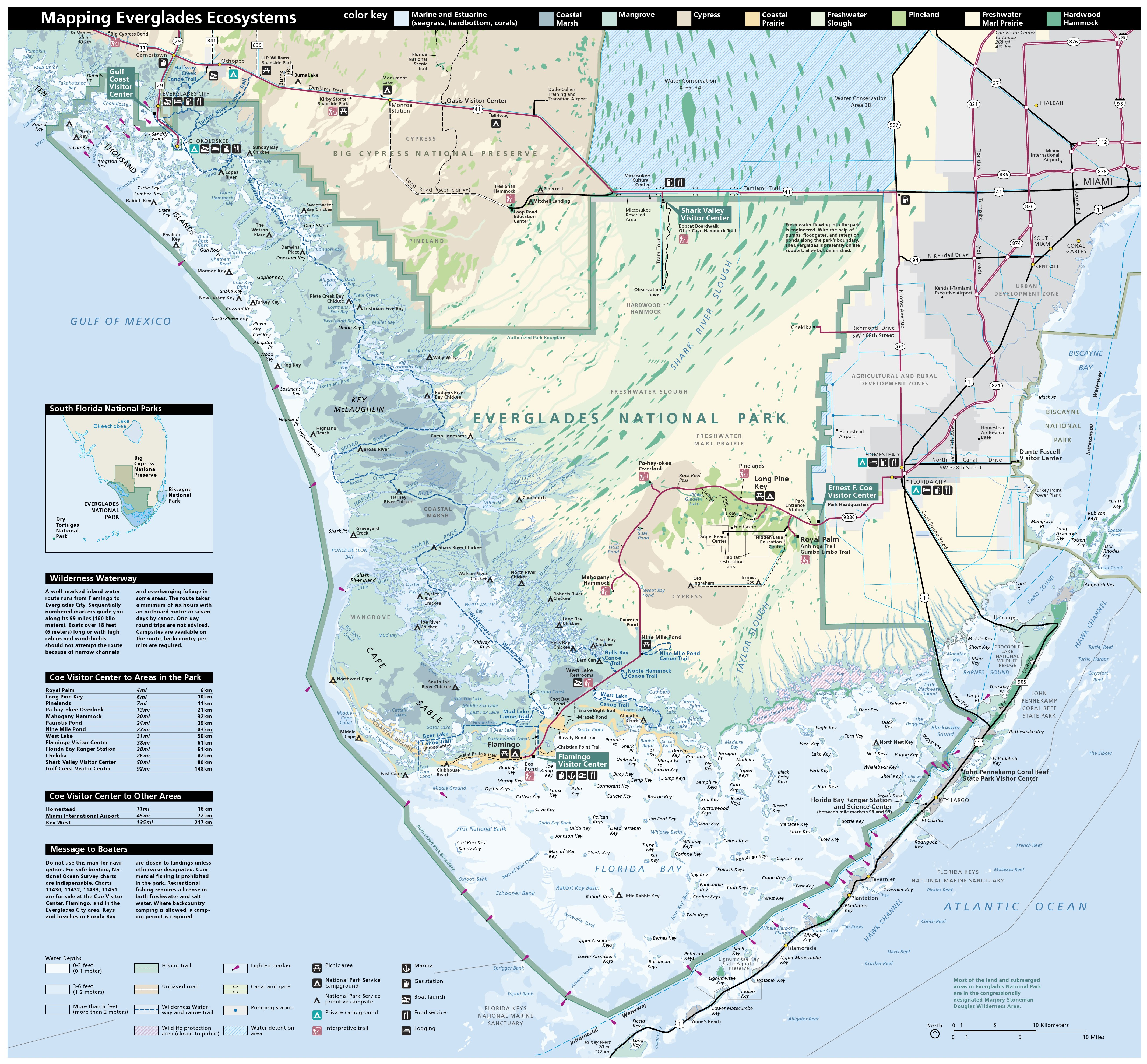

エバーグレーズ国立公園はフロリダ半島南端にあり、東をマイアミ、ホームステッド、フロリダシティの都市部と農村部に、南をフロリダ海峡とフロリダキーズに、西をメキシコ湾に、北をビッグ・サイプレス国立野生保護区（Big Cypress National Preserve）に囲まれている。面積は茨城県や山口県とほぼ同じである。

公園の南地区には、アーネスト・F・コー・ビジター・センターがあり、公園の中心となっている。
ビジター・センターは、ホームステッドとフロリダシティのちょうど西側の州道9336号線沿いにある。
そこから西7キロメートルの所に、ロイヤル・パーム・ビジター・センターがある。
ロイヤル・パーム・ビジター・センターとアーネスト・F・コー・ビジター・センターの間の一般的な地域は、数キロメートル西にあるヒドゥン・レイク・エデュケーション・センターと
ダニエル・ベアード・センターと同様、松が自生している地域に包まれている。
大きなテイラー・スラウ（Taylor Slough）がロイヤル・パームからフロリダ湾まで流れている。
また、ロイヤル・パームの西側に、ロング・パイン・キーがある。
ロング・パイン・キー（実際には島ではない）は、ロイヤル・パームから9336号線で4キロメートルのところにあり、松が自生する地域に似た森の中の有名なキャンプ場である。
9336号線で西にさらに7キロメートルのところにパヘイオキー展望台がある。一段高くなった展望台で公園を北に見渡せる。
9336号線は南に続き、大きなヌマスギの湿地を通っている。
この沼のちょうど外側に、マホガニー・ハンモック（Mahogany Hammock）がある。アーネスト・F・コー・ビジター・センターから32キロメートル離れた、公園の奥にあるトレイルである。
さらに南に行くと、海岸沿いのマングローブの湿地にいたる。
無数のマングローブの木に隠れて、多くの小さな湖のような入り江とフロリダ海峡に注ぐ川がある。
この地域の沼地のような入り江は、ルイジアナを除き、米国唯一のものである。非常に数は少ないがアメリカワニがいる。
またこの地域にはフロリダマナティーがいる。涼しい秋の朝、水面でしばしば見つけられる。
9336号線の終点には、フラミンゴ・ビジター・センターがある。公園内の最南端のビジター・センターである。
ビジター・センターは、乾燥した海岸沿いの草原地帯にあり、フロリダ湾のすぐ北にある。
フラミンゴから伸びるトレイルは、西に伸びフロリダの最南西部の岬、ケープ・セーベルに至る。
またフラミンゴから伸びているのは160キロメートルのウィルダネス・ウォーターウェイで、南のフラミンゴから北のガルフ・コースト・ビジター・センターへのカヌー旅行ができる。
ガルフ・コースト・ビジター・センターは、エバーグレーズ国立公園の北西部だけでなく、隣接するビッグ・サイプレス国立野生保護区についてもビジター・センターの機能を果たしている。
公園の北地区では、最も有名な場所はシャーク・バレー・ビジター・センターである。
このセンターから始まりそして終わるトラム・ロードは公園の北東部の境界からシャーク・リバー・スルーまで12キロメートル伸びている。シャーク・リバー・スルーは、広大な淡水の湿地で、オキーチョビー湖（公園の北）からフロリダの南西海岸まで流れている。
シャーク・リバー・スルーには、無数の小さなジャングルのような広葉樹のハンモックが点在し、多くのエバーグレーズの哺乳類と鳥類の生息地となっている。
一般的なシャーク・バレー地域は、おそらく旅行者がエバーグレーズのことを考えるときほとんどの人が思い浮かべる地域で、果てしなく広がっているように見えるソーグラスにあらゆる方向から囲まれている。
アリゲーターと渉水鳥はしばしば旅行者の足元に来る。時にのろのろしたアリゲーターは道を塞ぐ。
シャーク・バレー・トラム・ロードが北に引き返すところにシャーク・バレー展望タワーがある。南にソーグラスの草原を見渡す20メートルのタワーである。

## 植物相
島の土壌は、とても肥沃で、しばしば氾濫にさらされるが、徐々に水の地域が土に置き換えられつつある。植生は豊かで、オーク、ポドフィルム、野生のオレンジ、キュウリ、ポーポー、カスタードアップル、野生のゴムノキは固有種の一つである。その上、様々な野草があり、とりわけランは特筆すべきである。ヒトモトススキ属やマツも多く見られる。2つの季節、雨季と乾季があるが、気候は温和である。

## 動物相
公園で有名なのは、ミジカオノスリ、オオハシカッコウ、ベニイロフラミンゴで、北アメリカ大陸で唯一の常時暮らす場所となっており、通常フラミンゴの街の近くにいる。その他、サギ類、アメリカトキコウ、ベニヘラサギ、トキ類のような渉水鳥も豊富である。ツルモドキもエバーグレーズで見つけることができる。
猛禽類としては、珍しいタニシトビ、一般的なカタアカノスリ、ミサゴがあげられる。
フロリダ湾の干潟で水鳥、クロハサミアジサシがフラミンゴの街から見られる。
フロリダマナティー、カナダカワウソ、アメリカアリゲーター、アメリカワニがおり、シカと絶滅の危機に瀕しているフロリダパンサーも見られる。一方、外来種のビルマニシキヘビも侵入している。

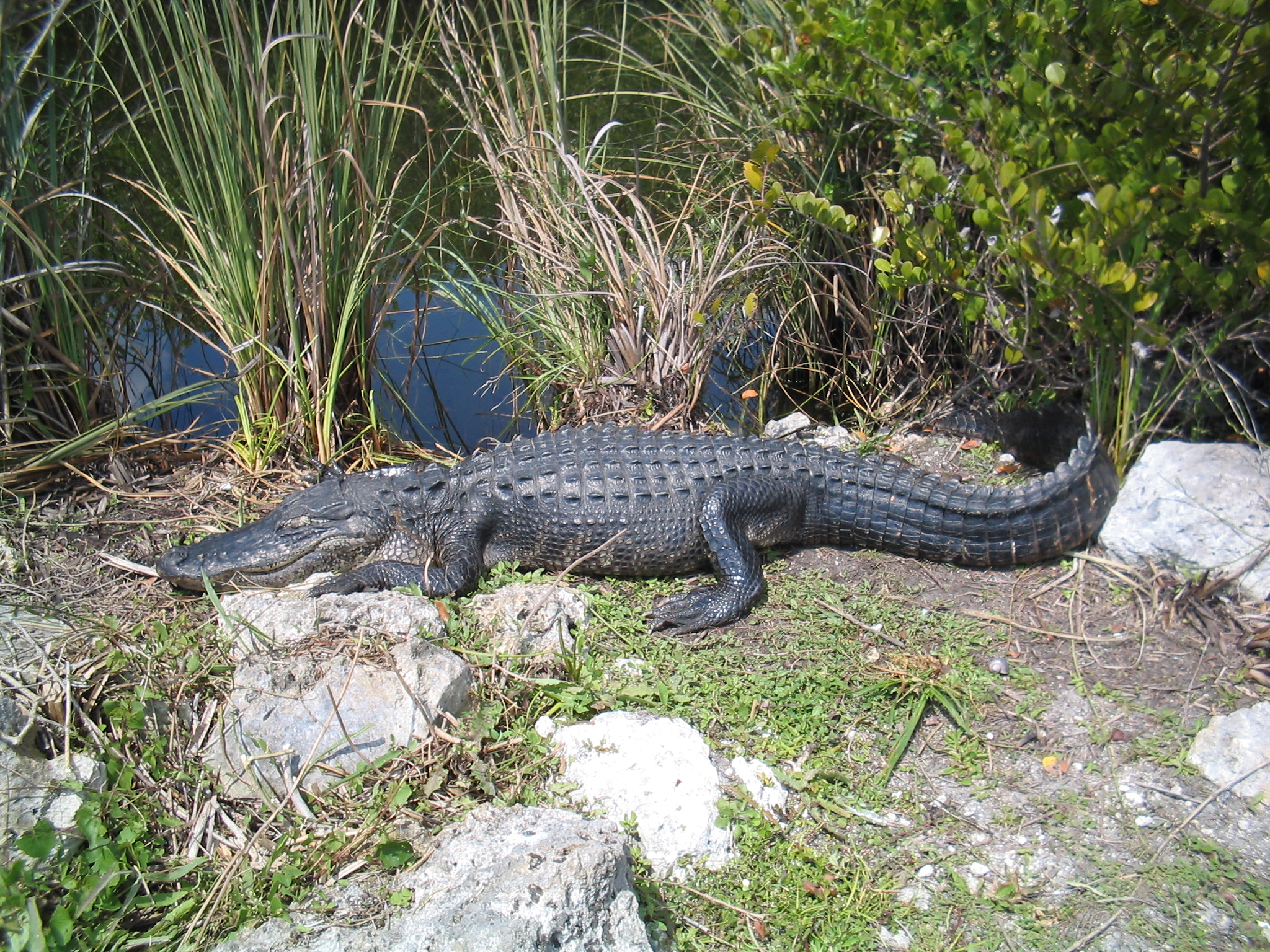
アメリカアリゲーター
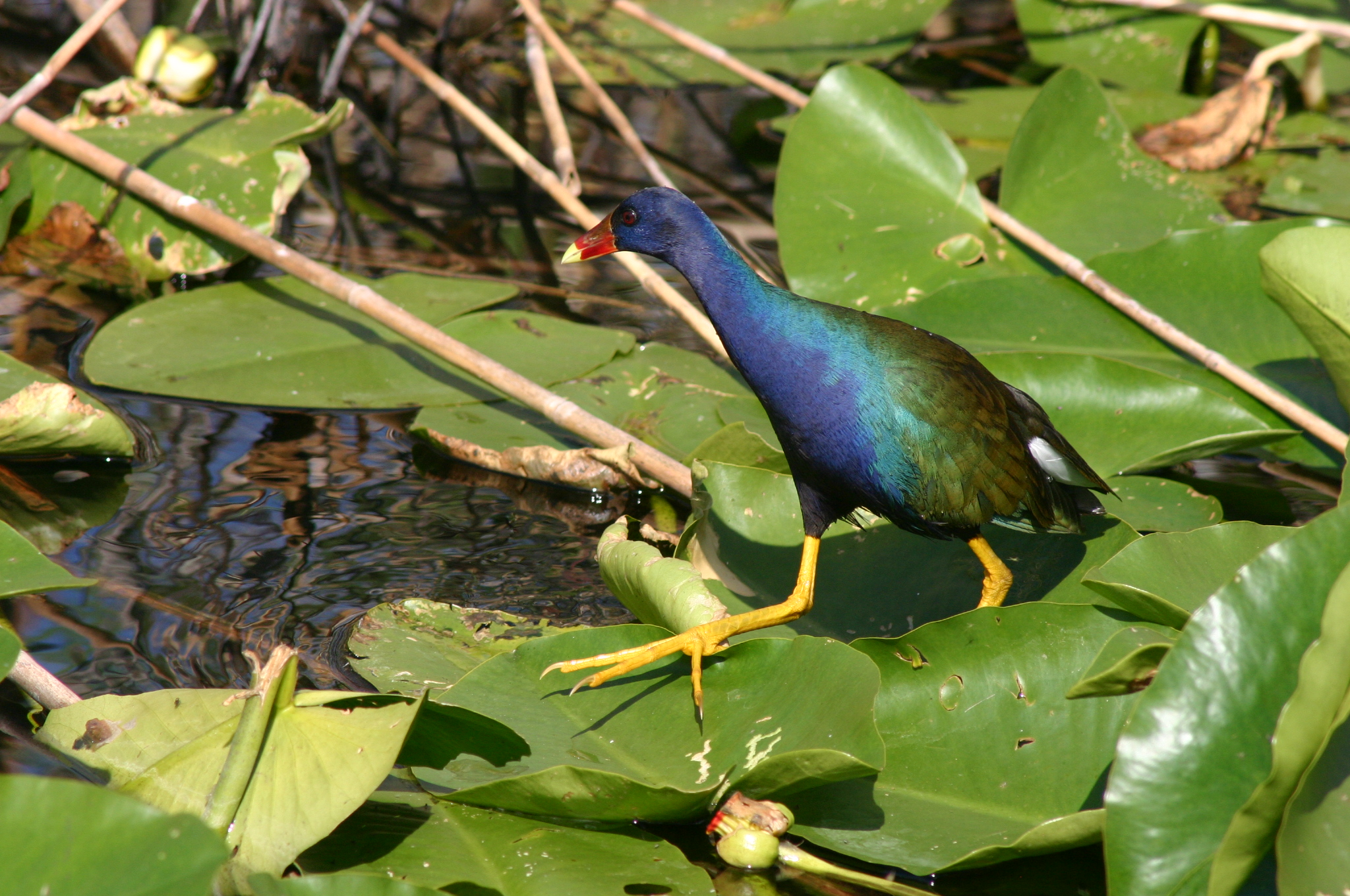
アメリカムラサキバン（英語版）

### 世界遺産
1979年に世界遺産リストに登録された。

## 登録基準
この世界遺産は世界遺産登録基準のうち、以下の条件を満たし、登録された（以下の基準は世界遺産センター公表の登録基準からの翻訳、引用である）。
- (8) 地球の歴史上の主要な段階を示す顕著な見本であるもの。これには生物の記録、地形の発達における重要な地学的進行過程、重要な地形的特性、自然地理的特性などが含まれる。
- (9) 陸上、淡水、沿岸および海洋生態系と動植物群集の進化と発達において進行しつつある重要な生態学的、生物学的プロセスを示す顕著な見本であるもの。
- (10) 生物多様性の本来的保全にとって、もっとも重要かつ意義深い自然生息地を含んでいるもの。これには科学上または保全上の観点から、すぐれて普遍的価値を持つ絶滅の恐れのある種の生息地などが含まれる。

登録基準に基づく評価内容は以下の通り。
- (8) エバーグレーズ国立公園は、最終氷期の終わりに水没した広大でほぼ平坦な海底を持つ。その石灰岩基盤は、現代の炭酸塩堆積作用が最も活発な地域の 1 つである。
- (9) エバーグレーズ国立公園には、淡水湿地、熱帯広葉樹のハンモック、松の岩場（パインロックランド）、広大なマングローブ林、塩水湿地、商業漁業やレクリエーション漁業にとって重要な海草生態系など、広大な亜熱帯湿地と沿岸/海洋生態系が含まれている。複雑な生物学的プロセスは、基本的な藻類の群れから次第に高等な種を経て、最終的にはアメリカワニ、アメリカアリゲーター、フロリダパンサーなどの一次捕食者にまで及ぶ。食物連鎖は極めて明白で途切れていない。亜熱帯と温帯の野生生物種の混合は、米国の他のどこにも見られない。
- (10) エバーグレーズ国立公園は、生物学的プロセスの顕著な例である。水生生息地の並外れた多様性により、多数の鳥類や爬虫類の保護区となっており、20 種を超える希少種、絶滅危惧種、絶滅危惧種の避難所となっている。これには、フロリダパンサー、タニシトビ、アメリカワニ、アメリカアリゲーター、フロリダマナティーが含まれる。400 種を超える鳥類にとって重要な採餌および繁殖生息地であり、北米の渉禽類の最も重要な繁殖地であり、渡り鳥の主要な回廊でもある。

### 危機遺産
1993年に、前年のハリケーン「アンドリュー」による被害などを理由として危機遺産リストに載せられた。その後の当局の取り組みによって2007年にリストから除去されたが、水生生物の生態系の悪化などを理由として、2010年に再びリストに登録された。